# Magharee Islands SPA
Magharee Islands SPA este o arie protejată (arie de protecție specială avifaunistică — SPA) din Irlanda întinsă pe o suprafață de 416,92 ha, integral pe uscat.

## Localizare
Centrul sitului Magharee Islands SPA este situat la coordonatele 52°19′43″N 10°01′17″W / 52.328703°N 10.021297°V.

## Înființare
Situl Magharee Islands SPA a fost declarat arie de protecție specială avifaunistică în august 2011 pentru a proteja 9 specii de animale.

## Biodiversitate
Situată în ecoregiunea atlantică, aria protejată nu include niciun habitat protejat.
La baza desemnării sitului se află mai multe specii protejate de  păsări (9): Branta leucopsis, Fulmarus glacialis, pescăruș sur (Larus canus), pescăruș negricios (Larus fuscus), cormoran mare (Phalacrocorax carbo), Pyrrhocorax pyrrhocorax, chiră mică (Sterna albifrons), chiră de baltă (Sterna hirundo), Sterna paradisaea.
Pe lângă speciile protejate, pe teritoriul sitului au mai fost identificate 4 specii de păsări.